# سباستین لایتنر
سباستین لایتنر (۱۹۱۹ در سالزبورگ – ۱۹۸۹) یک مفسر آلمانی بود.
وی در دوران دانشجویی در وین، به دلیل مخالفت با الحاق اتریش به آلمان بزرگ، مدت کوتاهی توسط نازیها در بازداشت نگهداری شد. بعداً برای تحصیل در رشته حقوق به فرانکفورت نقل مکان کرد، اما در سال ۱۹۴۲ توسط ورماخت استخدام شد. وی پس از گذراندن چندین سال در اردوگاه اسرا در شوروی، در سال ۱۹۴۹ به آلمان بازگشت و به عنوان مفسر کار خود را آغاز کرد. همسر او روزنامه‌نگار و نویسنده اتریشی تئا لایتنر بود.
ابتدا تمرکز خود را بر مباحث حقوقی و جامعه شناختی گذاشت، اما بعداً موضوعات مرتبط با پزشکی و روانشناسی را موضوع خود قرار داد. کتاب So lernt man lernen (چگونه یاد بگیریم یاد بگیریم)، یک کتاب راهنمای عملی در مورد روانشناسی یادگیری، به عنوان یک کتاب پرفروش شناخته شد. او در این کتاب که اغلب مورد استناد قرار گرفته‌است، سیستم لایتنر خود را توصیف کرده‌است که از فلش کارت برای یادگیری سریع و بیشتر با تکرار فاصله استفاده می‌کند.

## کتابها
- بنابراین مرد وام دهنده lernen. Der Weg zum Erfolg (چگونه یادگیری را یاد بگیریم)، فرایبورگ من. برادر ۱۹۷۲/۲۰۰۳ ،شابک ‎۳-۴۵۱-۰۵۰۶۰-۹
- بنابراین lernt man leben (چگونه زندگی را یاد بگیریم)، مونشن ۱۹۷۴، درومر کنور ،شابک ‎۳-۴۲۶-۰۴۵۷۱-۰